# ستيف ماكورميك
ستيف ماكورميك (بالإنجليزية: Steve McCormick)‏ (14 أغسطس 1969 بدمبارتون في المملكة المتحدة - ) هو لاعب كرة قدم بريطاني في مركز الهجوم. لعب مع نادي دندي ونادي ليتون أورينت ونادي إيست فيف ونادي أردريونيانز ونادي ستيرلينغ ألبيون ونادي كوينز بارك ونادي غرينوك مورتون ونادي كلايدبانك ‏.

## وصلات خارجية
- ستيف ماكورميك على موقع Soccerbase.com (لاعب) (الإنجليزية)